# Герб комуни Шевде
Герб комуни Шевде (швед. Skövde kommunvapen) — символ шведської адміністративно-територіальної одиниці місцевого самоврядування комуни Шевде.

## Історія
На печатці міста з документу за 1591 рік зображена Свята Елін (Гелена) з Шевде. Згідно з легендою, вона жила в ХІІ столітті й була благочестивою вдовицею, яка сприяла будівництву першої церкви в місті. Після того, як вона була вбита і канонізована, церкву освятили її іменем, а Свята Гелена стала покровителькою Шевде. 
Місто мало в гербі зображення святої під золотим балдахіном, а внизу золотий щиток із червоним серцем. Такий малюнок зустрічаємо в енциклопедії, виданій 1917 року. Такий герб отримав королівське затвердження 1939 року. А з 1975 року став офыцыйним гербом комуни.
До відзначення 600-ліття від отримання Шевде міських прав влада комуни замовила новий дизайн герба, внаслідок чого з нього зник балдахін і щиток із серцем. Новий герб комуни Шевде офіційно зареєстровано 2000 року.
Після адміністративно-територіальної реформи, проведеної в Швеції на початку 1970-х років, муніципальні герби стали використовуватися лишень комунами. Тому з 1975 року цей герб представляє комуну Шевде, а не місто.

## Опис (блазон)
У червоному полі срібна Свята Гелена з Шевде з німбом навколо голови, у правиці тримає опущений додолу меч, у лівиці — книгу з відрубаним пальцем. 

## Зміст
Зображення святої покровительки міста на підстві печаток 1591 року та давнього герба.